# Chandeen
Chandeen est un groupe allemand de dark wave, originaire de Francfort-sur-le-Main. Il est formé en 1990 et devenu populaire dans l'environnement dark wave durant la première moitié des années 1990. Le groupe lui-même qualifiait à l'époque son style d'« Electronic Poetry ».
Au milieu des années 1990, le style change à la suite d'un remaniement, le groupe produit depuis des œuvres plutôt orientées vers la musique pop avec des influences de rock et de trip hop.

## Histoire

### Débuts
Chandeen est formé en 1990 par Harald Löwy et Oliver Henkel. Les deux musiciens se rencontrent toutefois pour les premières expériences dès l'hiver 1989, si bien que la date de création de Chandeen varie. En 1991, la chanteuse Aline Akbari rejoint le groupe en tant que membre supplémentaire, suivie seulement un an plus tard par la deuxième chanteuse Antje Schulz.
Après la sortie de deux cassettes, Oliver Rösch, directeur du label Hyperium Records, s'intéresse à Chandeen et propose au projet un contrat d'enregistrement. Peu avant que Chandeen ne signe le contrat, Aline Akbari quitte le groupe et est remplacée par Catrin Mallon au printemps 1993. C'est dans cette configuration que Chandeen enregistre ses deux premiers albums, Shaded by the Leaves et Jutland. Pour réaliser les enregistrements bruts de Jutland, Harald Löwy et Oliver Henkel se retirent pendant six semaines dans le Jutland.

### Séparation
Au cours des travaux de studio pour Jutland, des divergences internes au projet se sentent déjà fait, qui culminent fin 1994 avec le départ de Catrin Mallon et Oliver Henkel. Les deux musiciens forment ensuite le groupe Edera, qui tombe dans l'oubli après la sortie du premier et unique album Ambiguous (1996). Entretemps, les premières rumeurs de séparation circulent, mais elles ne sont pas confirmées par la partie restante de Chandeen. Malgré d'autres sorties qui rendent Chandeen plus populaire dans les années qui suivent, Jutland devait rester l'album le plus important. Il est considéré comme l'œuvre la plus atmosphérique du groupe.

« On a entièrement enregistré Jutland au cours d'une session de six semaines au Danemark. Nous étions isolés dans une maison au bord de la mer et on a créé un album très personnel. D'un point de vue stylistique, c'était notre période la plus importante. »

— Harald Löwy, 2002

### Changement de style et succès
Alors que Jutland est en train de conquérir le marché, l'EP Light Within Time sort en 1995. C'est sur cet album que la nouvelle chanteuse Stephanie Härich fait sa première apparition, elle rejoint Chandeen au printemps 1995, et prend la place de Catrin Mallon. Stephanie Härich avait auparavant été intégrée à Incept Date, un projet parallèle de Harald Löwy, pour lequel elle avait assuré les chœurs de l'album Archipelago (1994). Les titres de l'EP Light Within Time effrayent de nombreux fans en raison de leurs sonorités inhabituelles, Chandeen présentait plutôt des chansons pop discrètes aux accents folk au lieu de l'atmosphère sombre et romantique habituelle.
Les œuvres suivantes, The Waking Dream (1996), Spacerider - Love at First Sight (1998) et Bikes and Pyramids (2002), poursuivent de manière conséquente la voie nouvellement empruntée ; à partir de la fin des années 1990, de plus en plus d'éléments contemporains de trip hop, de drum and bass et de rock font leur apparition. Entretemps, Chandeen se sépare de son label Hyperium Records et passe à Synthetic Symphony, un sous-label de SPV Recordings.
À la fin de l'année 1998, ils commencent à enregistrer le clip de Skywalking qui, une fois terminé, passa en rotation sur MTV et VIVA et est nommé dans six catégories pour le German Video Music Award. Par la suite, Chandeen est invité sur NBC-Giga,.

### Séparation et nouveau départ
Afin d'exclure tout nouveau compromis et de pouvoir mieux agir indépendamment des labels discographiques, Harald Löwy forme en 2001 son propre label, Kalinkaland. Depuis 2002, les morceaux de Chandeen y sont publiés. Des best-of et plusieurs EP complèteront la discographie de Chandeen, avant que Echoes, le dernier album, ne paraisse en 2003. Cet opus est nettement plus calme et plus soutenu que ses prédécesseurs et représente un retour aux racines du groupe. Pour la chanson-titre Echoes, Antje Buchheiser, chanteuse de Stoa, fait office de deuxième voix. Après que Stephanie Härich ait également cessé sa collaboration en 2002, Antje Schulz et Harald Löwy se séparent deux ans plus tard.
Après une longue pause, Löwy réactive le groupe et sort le 28 mars 2008 le nouvel album Teenage Poetry sur Kalinkaland. Pour cette œuvre, il cherche une nouvelle voix : Julia Beyer. Un autre membre permanent du groupe, Mike Brown, décède le 20 mars 2012. En 2011, l'album Blood Red Skies sort, également avec Julia Beyer comme chanteuse, suivi de Forever and Ever (novembre 2014).
Le 28 février 2020, le dixième album studio Mercury Retrograde sort. Outre Julia Beyer, Löwy travaille sur cet album avec la chanteuse anglaise Holly Henderson, la compositrice française Kitty ainsi qu'avec la chanteuse invitée Odile, âgée de 16 ans. La vidéo du deuxième single Ocean Mind est présentée par le magazine américain Billboard.

## Discographie

### Albums studio
- 1994 : Shaded by the Leaves (CD)
- 1995 : Jutland (CD)
- 1995 : Light Within Time (EP + CD-ROM Video)
- 1996 : The Waking Dream (CD)
- 1998 : Spacerider – Love at First Sight (CD)
- 2002 : Bikes and Pyramids (CD)
- 2003 : Echoes (CD)
- 2008 : Teenage Poetry (CD)
- 2011 : Blood Red Skies (CD)
- 2014 : Forever and Ever (vinyle et CD)
- 2015 : Winter Reverbs (CD)
- 2018 : Rogue (EP)
- 2020 : Mercury Retrograde (vinyle et CD)

### Singles et EP
- 1994 : Red Letter Days /:Lumis: (MCD)
- 1995 : Strawberry Passion (MCD)
- 1996 : Papillon (It’s Easy to Fly) (MCD)
- 1998 : Spacerider (MCD)
- 1999 : Skywalking (MCD)
- 2002 : My World Depends on You (MCD)

### Démos
- 1992 : The Twilight Crossing – Part I (K7)
- 1993 : The Twilight Crossing – Part II (K7)

### Clips
- 1998 : Skywalking
- 2011 : Shadows Fade
- 2014 : The Wild Unknown
- 2015 : Wake up, Starbuck
- 2019 : Vanish
- 2020 : Ocean Mind
- 2020 : You’re in a Trance
- 2020 : Light
- 2020 : All Ghosts